# آنول سبز نوگرمسیری
آنول سبز نوگرمسیری (نام علمی: Anolis biporcatus) نام یک گونه از سرده آنول است.